# Statystyka wielowymiarowa
Statystyka wielowymiarowa (ang. multivariate statistics) – dział statystyki obejmujący jednoczesną obserwację i analizę więcej niż jednej zmiennej zależnej. Popularnymi metodami statystyki wielowymiarowej są wielowymiarowa analiza wariancji, wielowymiarowa analiza kowariancji, analiza głównych składowych, analiza czynnikowa czy analiza skupień.